# Anapisa histrio
Espèce
Anapisa histrio est une espèce de papillons de nuit de la famille des Erebidae.

## Répartition
Anapisa histrio se rencontre en Angola, en République démocratique du Congo et au Kenya.

## Systématique
L'espèce Anapisa histrio a été décrite en 1953 par l'entomologiste russo-belge Sergius G. Kiriakoff (d) (1898-1984).